# 884

## Догађаји
- Википедија:Непознат датум — Владавина династије Абасида у Багдаду.

- 1. март – Дијего Родригез Порцелос, гроф од Кастиље, оснива и поново насељава Бургос и Убијерну (Северна Шпанија), под мандатом краља Алфонса III од Астурије.
- Лето – Краљ Карломан II се враћа на некадашњу резерву „плати и моли се“, купујући (са Данегелдом) примирје у Амијену, док скупља 12.000 фунти сребра за исплату Викинзима.
- 12. децембар – Карломан II умире након несреће у лову. Наслеђује га његов рођак, цар Карло Дебели, који последњи пут поново уједињује Франачко царство.
- Краљ Етелред II од Мерсије жени се принцезом Етелфлед, ћерком краља Алфреда Великог. Он прихвата власт у Весексу и деградира се да би постао "лорд Мерсијанаца".
- 6. јануар – Хасан ибн Зејд, оснивач династије Зејдид, умире након 20-годишње владавине у Амулу. Наследио га је брат Мухамед, као емир Табаристана.
- 10. мај – Ахмад ибн Тулун, оснивач династије Тулунида, умире након 15-годишње владавине. Наследио га је син Кумаравај, као владар Египта и Сирије.
- Пад – Арапи су у два напада (септембар и новембар) опљачкали опатију Монте Касино. Већина монашке заједнице бежи у Теано (Кампанија).
- 4. март – Фуџивара но Мотоцуне, канцелар (кампаку) јапанског краљевског двора, приморан је цара Иозеија да се одрекне престола. Наследио га је његов пра-ујак Коко.
- Побуну Хуанг Чаоа гуше снаге цара Си Зонга, уз помоћ Шатуо Турака. Кинески војсковође владају земљом, уместо царске владе.
- 15. мај – Папа Марин II умире у Риму, после мање од 1½ године владавине. Наследио га је папа Хдријан III, као 109. папа Рима.

## Смрти
- 12. децембар —Карломан Француски, краљ Француске (*862.)
- Јевсевије Кесаријски
- Папа Марин I